# WSOF 17
WSOF 17: Shields VS. Foster foi um evento de artes marciais mistas promovido pelo World Series of Fighting, ocorrido em 17 de janeiro de 2015 no Planet Hollywood Resort And Casino em Las Vegas, Nevada. O evento foi transmitido ao vivo pela NBCSN para os EUA e na TSN2 para o Canadá.

## Background
Trouxe, na luta principal do evento, o duelo entre os ex-lutadores do UFC Jake Shields e Brian Foster, valendo a chance de disputar o Cinturão Meio Médio do WSOF.